# Gediminas Kirkilas

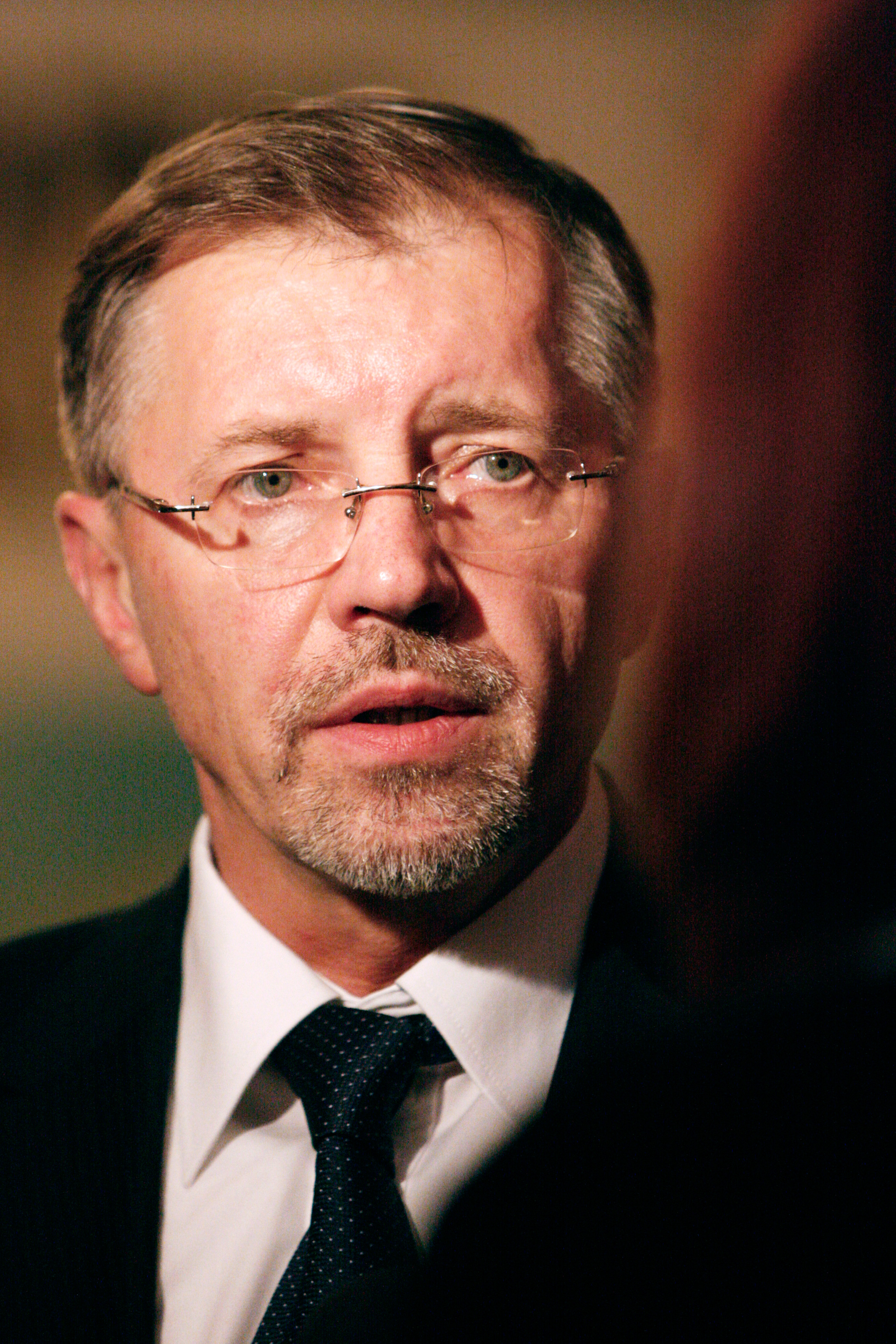
Gediminas Kirkilas (2007)

Gediminas Kirkilas (* 30. August 1951 in Vilnius, Litauische SSR, Sowjetunion; † 20. April 2024 ebenda, Litauen) war ein litauischer sozialdemokratischer Politiker. Als Mitglied der LSDP war er von 2004 bis 2006 Verteidigungsminister und anschließend bis 2008 Ministerpräsident Litauens. Kirkilas war von 2012 bis 2020 einer der sechs Stellvertreter des Vorsitzenden des Seimas. Ende 2017 verließ er die LSDP und gründete im Frühling des Folgejahres die Sozialdemokratische Arbeitspartei Litauens (LSDDP), deren Vorsitzender er bis Juni 2021 war.

## Ausbildung
Gediminas Kirkilas wuchs im Ortsteil Žvėrynas von Vilnius auf. Nach dem Abitur (1969), dem Wehrdienst in der Nordflotte der Sowjetischen Marine (von 1969 bis 1972) arbeitete er von 1972 bis 1978 als Restaurator. Berufsbegleitend absolvierte er bis 1978 ein Studium der Litauischen Sprache und Literatur am Pädagogischen Institut Vilnius. Anschließend studierte er bis 1982 Politikwissenschaft an der Hochschule der Kommunistischen Partei in Vilnius. 2004 schloss Gediminas Kirkilas ein MBA-Masterstudium an der Vilnius University International Business School ab.
Kirkilas sprach neben Litauisch auch Englisch und Russisch.

## Persönliches
Kirkilas kam aus einer Akademikerfamilie, er hatte sechs Geschwister. Mit seiner Frau Liudmila Kirkilienė hatte er eine Tochter und einen Sohn.
Im April 2024 starb er im Alter von 72 Jahren.

## Politische Karriere

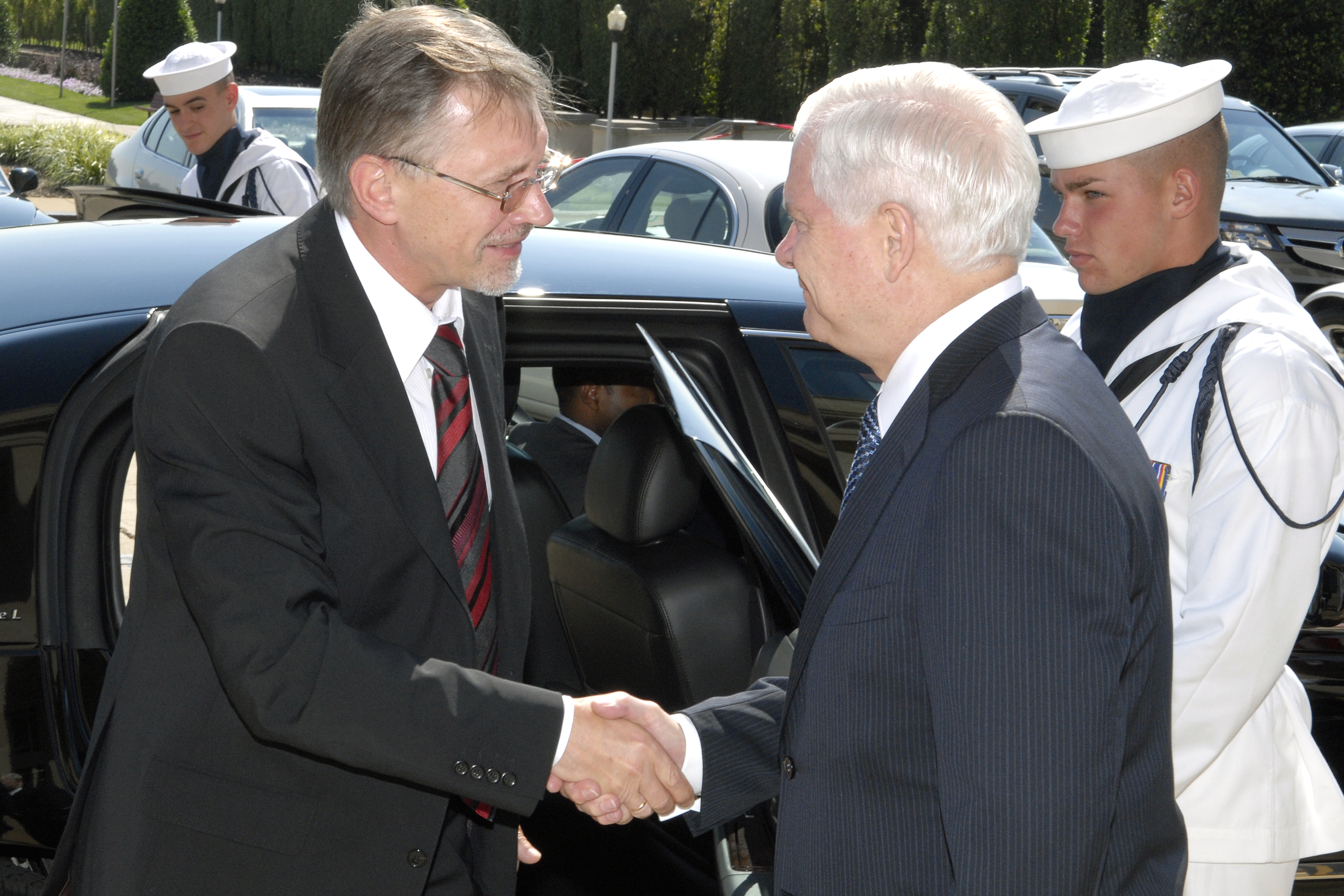
Kirkilas mit Robert M. Gates (2008)

Gediminas Kirkilas trat 1978 der Kommunistischen Partei der Sowjetunion (KPdSU) bei. Ab 1982 war er hauptamtlich als Ausbilder für das Parteikomitee im Lenin-Rajon von Vilnius, ab 1986 für die Kulturabteilung des Zentralkomitees (ZK) der Litauischen Kommunistischen Partei (LKP) tätig. Ab 1988 arbeitete er als Pressesprecher des Ersten Sekretärs des ZK der LKP, Algirdas Brazauskas, einem der „Väter“ der Unabhängigkeit und späteren Staatspräsidenten und Premierminister des Landes. Nachdem sich die LKP unter Führung Brazauskas’ im Dezember 1989 von der KPdSU losgesagt und Litauen im März 1990 die Wiederherstellung seiner staatlichen Unabhängigkeit erklärt hatte, wurde Kirkilas im September 1990 selbst zu einem Sekretär des ZK der LKP gewählt. Er blieb Brazauskas auch in dessen Funktion als Abgeordneter des Restituierenden Seimas (1990–1992) als persönlicher Referent treu.
Die reformorientierte Mehrheit der Kommunistischen Partei Litauens benannte sich im Dezember 1990 in Demokratische Arbeitspartei Litauens (LDDP) um. In dieser wurde Kirkilas erster stellvertretender Parteivorsitzender (1991–1996), anschließend war er Präsidiumsmitglied (1996–2001). Nach dem Zusammenschluss der LDDP mit der LSDP im Jahr 2001 wurde er zu einem der stellvertretenden Vorsitzenden der LSDP gewählt.
Von 1992 bis 2020 war Kirkilas Mitglied im litauischen Parlament Seimas. Er spezialisierte sich auf die Europa-, Sicherheits- und Außenpolitik. Als Vorsitzender des Nationalen Sicherheitsausschusses (1992–96) hat er die nationale Sicherheitsstrategie maßgeblich gestaltet. Von 1996 bis 2004 gehörte er zur litauischen Delegation in der Parlamentarischen Versammlung der NATO. Nach den Parlamentswahlen 2000 wurde er Vorsitzender des Außenpolitischen Ausschusses. Nach den Wahlen von 2004 erfolgte am 14. Dezember 2004 seine Ernennung zum Verteidigungsminister.

### Ministerpräsident Litauens

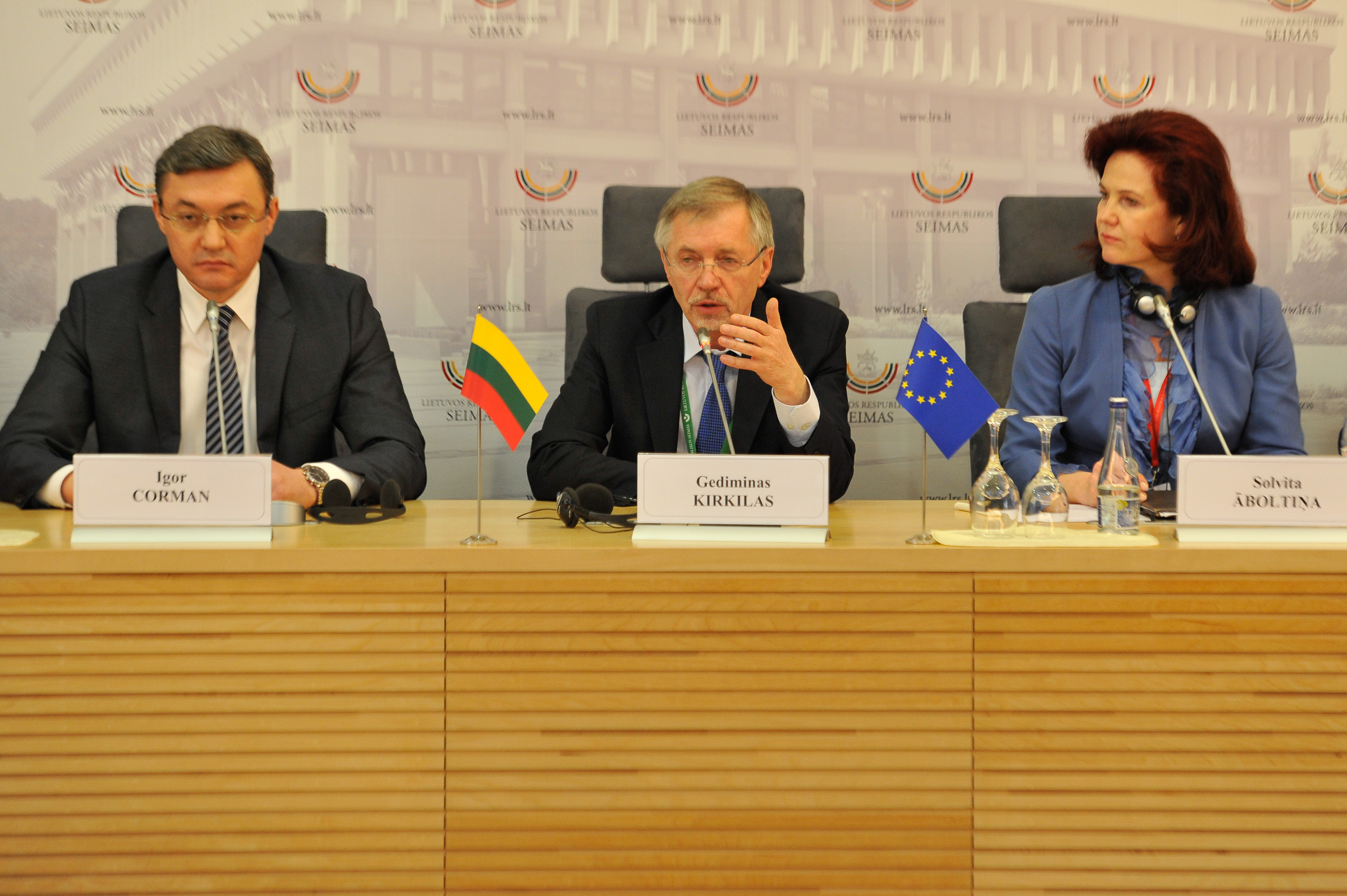
Kirkilas in Vilnius (2014)

Kirkilas wurde am 29. Juni 2006 für die Nachfolge des am 31. Mai 2006 zurückgetretenen Premierministers Brazauskas nominiert, nachdem der kommissarische Ministerpräsident, sein Parteikollege Zigmantas Balčytis, keine Mehrheit im Seimas erhalten hatte. In der Zwischenzeit nach der Abstimmungsniederlage hatten die Sozialdemokraten eine Abstimmungsmehrheit für die von ihnen geführte Minderheitsregierung aus LSDP, Bauernpartei, Liberalen und der neuformierten Bürgerdemokratie sicherstellen können.
Im Juli 2006 wurde er mit 85 zu 13 Stimmen bei fünf Enthaltungen zum neuen Ministerpräsidenten des Landes gewählt. Dabei stimmten auch die Abgeordneten der Arbeitspartei und der Neuen Union für Kirkilas. Die Abgeordneten der konservativen Vaterlandsbund blieben der Abstimmung mehrheitlich fern, tolerierten jedoch die Regierung bis zu den nächsten planmäßigen Wahlen im Oktober 2008. Kirkilas war Vorsitzender der 14. Regierung seit der Unabhängigkeit des baltische Staats 1991. In die Zeit seiner Regierung fiel die Abschwächung der bis dahin boomenden Wirtschaft ab Jahresanfang 2008. Nach dem Rücktritt Brazauskas’ vom Amt des Parteivorsitzenden wurde Kirkilas (auf Empfehlung von Brazauskas) am 19. Mai 2007 vom 28. Parteikongress in einer Kampfabstimmung zudem mit deutlicher Mehrheit zum Parteivorsitzenden gewählt. Einziger Gegenkandidat war Juozas Olekas.
Trotz vermehrter Staatsausgaben (+16 % Zuwachs für 2008 im Vergleich zu 2007) konnte die Bevölkerung bei den Wahlen im Oktober 2008 nicht von der Regierungsarbeit überzeugt werden. Am 28. November 2008 wurde Andrius Kubilius (Vaterlandsbund) vom Parlament zum Nachfolger von Gediminas Kirkilas gewählt.

### Aktivitäten nach 2008
Nach der Niederlage der LSDP bei der Parlamentswahl 2008 bewarb sich Kirkilas 2009 nicht mehr um den Parteivorsitz. Algirdas Butkevičius wurde zu seinem Nachfolger gewählt, Kirkilas blieb Mitglied des Seimas bis November 2020. Während der 11. und 12. Legislaturperiode des litauischen Parlaments war er von November 2012 bis November 2020 einer der sechs stellvertretenden Vorsitzenden des Seimas.
Nach einem parteiinternen Streit in der LSDP um den Verbleib in der aktuellen Regierung im September 2017 verließ Kirkilas mit einigen Parteifreunden die LSDP-Fraktion und gründete im März 2018 die Sozialdemokratische Arbeitspartei Litauens (LSDDP). Gediminas Kirkilas wurde zum ersten Vorsitzenden dieser Partei gewählt. Er blieb bis Juni 2021 Parteivorsitzender. Unter seinem Nachfolger Jonas Pinskus benannte sich die LSDDP in Lietuvos regionų partija (LRP, Litauische Partei der Regionen) um.